# راندولف روجرز
راندولف روجرز (بالإنجليزية: Randolph Rogers)‏ هو نحات أمريكي، ولد في 6 يوليو 1825 في Waterloo, New York ‏ في الولايات المتحدة، وتوفي في 15 يناير 1892 في روما في إيطاليا.